# 외계 행성 주인별
외계 행성 주인별은 하나 혹은 그 이상의 외계 행성을 거느리는 항성이다. 행성을 거느리는 항성을 영미권에서는 주인별(host star), 어미 항성, 어미별(parent star)로 부르기도 한다. 이는 항성과 행성을 부모와 자식의 관계에 비유한 것이다.

## 행성을 거느리는 항성의 비율
행성 탐사 프로그램을 통해 과학자들은 관측 대상 항성 중 상당수가 행성을 거느리고 있음을 알아냈다. 그러나 모든 행성이 발견된 것은 아니기 때문에 항성의 정확한 행성보유 확률은 밝혀지지 않았다. 지금까지 발견된 외계행성 상당수는 시선속도법과 통과법으로 찾아낸 것인데, 이 두 방법으로는 질량이 크면서 항성에 가까이 붙어 도는 행성을 찾기 쉽다. 따라서 발견된 외계 행성 다수는 이른바 ‘뜨거운 목성’으로, 질량은 목성보다 크거나 비슷하고 궤도는 매우 작아 항성 가까이에 있어 공전주기는 수일에 불과하다. 2005년 시선 속도법을 이용한 연구에서 태양과 비슷한 항성 중 약 1.2%가 뜨거운 목성을 거느리고 있음을 알아냈다. 여기서 ‘태양 비슷한 별’은 우리 태양과 비슷한 분광형과 표면 온도를 보이는 항성으로 그 범위는 뜨거운 K형 항성에서 G형을 지나 차가운 F형에 이른다. 이 1.2% 비율은 케플러 우주선이 발견한 뜨거운 목성 비율의 2배가 넘는데, 그 이유는 케플러 위성의 탐사 범위는 우리 은하 내 다른 영역을 다루고 있으며 이 곳에 있는 항성들의 금속함유량은 2005년 연구 대상과는 다르기 때문이다.
나아가, 태양 비슷한 별 중 약 3~4.5%가 공전주기가 100일 언저리인 ‘거대 행성’을 데리고 있는 것으로 추측되는데, 여기서 ‘거대 행성’이란 질량이 최소 지구의 30배인 천체를 뜻한다.
작은 행성(또는 지구 질량과 비슷하거나 좀 더 큰 행성)은 거대 행성보다 흔한 것으로 보인다. 또한 큰 궤도로 항성을 도는 행성이 가까이 붙어 작은 궤도를 그리는 행성보다 많은 것으로 추측된다. 여기에 기초하여 태양과 유사한 별 중 20%가 적어도 거대 행성을 하나 이상 거느릴 것으로 보이며 40%가 이보다 질량이 작은 행성을 데리고 있으리라 추측된다.
2002년~2007년 사이 수집된 중력 렌즈 자료를 연구하여 2012년 발표된 연구결과에 따르면, 우리 은하에 있는 어떤 항성 주위에는 평균적으로 궤도반지름 0.5~10 천문 단위 안에서 1.6개의 행성이 돌고 있으며 이는 예상보다 훨씬 높은 확률이다. 이 논문의 연구진은 ‘항성이 행성을 거느리는 것은 예외적인 사건이라기보다는 하나의 법칙이다.’라고 결론지었다.
2013년 11월 유사태양 중 22±8%가 지구 크기 행성을 생명체 거주가능 영역 내 데리고 있음이 밝혀졌다.
행성이 있는 별의 비중이 어쨌든간에, 외계 행성의 절대적 총량은 막대하다. 우리 은하에는 최소 2천억 개의 항성이 있기 때문에 은하 내 행성의 수는 수백억 ~ 수천억 개는 될 것이다.

## 분광형

모건-키넌의 항성 분광형

발견된 외계 행성 대부분은 태양과 비슷한 별을 돌고 있는데 그 범위는 분광형상 K, G, F 영역이다. 이런 결과가 나온 원인 중 하나로 탐사 프로그램이 너무 밝거나 어두운 별보다는 태양과 비슷한 별들을 집중해서 연구하는 경향이 있었기 때문이다. 시선속도법을 이용한 통계적 분석에 따르면 질량 작은 별(적색 왜성 또는 분광형 M)은 큰 질량의 행성을 거느릴 확률이 적은 것으로 나타났다. 케플러 우주선은 적색 왜성을 도는 질량 작은 행성 수십 개를 통과법을 이용하여 발견하였다.
분광형 A 항성은 보통 매우 빠르게 자전하여 행성이 별을 돌면서 만드는 도플러 변동을 감지하기 힘들게 하는데 이는 A형 주계열성의 스펙트럼선이 매우 넓기 때문이다. 그러나 이런 무거운 별은 최후에 적색 거성으로 진화하고 자전 속도가 느려지므로 이 단계에서는 시선속도법으로 행성을 발견할 수 있게 된다. 그 증거로 수십 개의 행성이 적색 거성 주변에서 발견되었다.
스피처 우주 망원경을 이용한 관측을 통해, 극도로 무겁고 태양보다 훨씬 밝고 뜨거운 별들(예를 들어 분광형 O형의 주계열 단계 별)은 광증발효과를 발생시켜 행성이 태어나는 것을 방해하는 것으로 알려져 있다.
O형 항성이 초신성 단계를 맞을 경우 그 주위를 돌던 행성은 항성의 잔해가 펄사 킥 현상을 통해 행성을 밀어내거나, 또는 그런 힘이 없이도 별의 질량이 손실되어 떠돌이 행성이 될 것이다.
넓은 범위의 항성을 관측대상으로 한 도플러 연구에 따르면 태양질량의 2배 항성 6개 중 하나가 목성 질량의 행성을 하나 이상 거느리고 있는데, 태양질량 수준 항성은 16개 중 하나가, 적색 왜성은 50개 중 1개만이 덩치 큰 가스행성을 데리고 있었다. 반대로 중력렌즈 연구로는 해왕성 정도 질량의 장주기 공전 행성이 적색왜성 3개당 하나 꼴로 존재함이 밝혀졌다.
케플러 탐사선이 1년에 걸쳐 M, K, G형 분광형의 항성 주위를 도는 행성을 연구한 결과 지구에서 해왕성 수준 크기의 외계행성(지구 반지름의 1~4배)은 항성이 작고 어두워질수록 존재 확률이 높아졌고, 무거운 가스 행성은 그 반대 양상을 보였다.

## 중원소 함량
평범한 별은 주로 가벼운 원소인 수소와 헬륨으로 이뤄져 있다. 이들에는 보다 무거운 원소도 소량 섞여 있으며 이 비율을 항성의 중원소함량(비록 이 원소들이 우리가 익숙하게 생각하는 금속 형태는 아니지만)으로 부르며 [m/H]로 표시하고 대수 계산자(여기서 태양의 중원소함량은 0)로 표현한다.
2012년 케플러 우주선의 연구자료에 따르면 해왕성보다 반지름이 작은 행성은 중원소량이 −0.6 < [m/H] < +0.5 범위임에 비해(태양의 4분의 1에서 3배 범위) 이보다 큰 행성은 대부분 중원소량이 상기 범위의 높은 쪽으로 몰려 있었다. 이 연구를 통해 작은 행성은 무거운 행성보다 태양보다 중원소량이 높은 항성에서 약 세 배 더 많이 태어나나, 태양보다 중원소가 부족한 항성 주위에서는 무거운 행성보다 여섯 배 더 많이 태어나는 것으로 드러났다. 중원소가 부족한 항성 주위에 가스 행성이 드문 이유로 원시행성계원반에 중원소가 풍부할수록 원시행성의 핵이 빠르게 뭉쳐서 원반 내 가스가 소실되기 전에 포획할 확률이 큰 것으로 해석할 수 있다. 다만 케플러 우주선은 항성에 아주 가까이 있는 행성만 관측할 수 있다. 케플러가 찾은 가스행성들은 지금보다 바깥 궤도에 있다가 항성 가까이 끌려 온 것으로 보인다. 중원소가 부족한 원반에서 태어난 가스 행성은 풍부한 원반 내 가스행성보다 항성 쪽으로 끌려들어갈 확률이 적은데, 이 이론이 케플러의 연구 결과를 일부 해명해 주고 있다.
2014년 연구로 거대 가스행성뿐 아니라 작은 행성까지도 중원소가 부족한 항성보다 풍부한 항성 주위에서 태어날 확률이 높아짐을 알아냈다. 다만 중원소 함량이 높아질수록 가스행성의 질량은 보다 커지는 경향을 보였다. 이 연구에서 행성은 지구질량 1.7배, 3.9배를 경계로 세 집단으로 구분된다.(지구형 행성, 난쟁이 가스행성, 거인 가스행성) 이 세 집단에서 행성의 탄생 확률은 중원소가 높은 별 근처가 낮은 별 근처보다 각각 1.72배, 2.03배, 9.3배 높았다. 중원소가 풍부한 별 주위 가스행성은 질량이 커지는 성향이 있어 작은 행성을 찾는 데 장애요소로 작용하므로, 위 발생확률 증가분은 하한선이다.
행성을 거느린 항성은 그렇지 않은 항성에 비해 리튬 함량이 적은 것으로 밝혀졌다.

## 다중성계
일부 행성은 쌍성 중 한 별을 돌며 몇몇 쌍성주위 행성은 두 별의 주위를 돌고 있었다. 삼중성계 내 행성 여러 개가 확인된바 있으며 케플러-64와 같은 사중성계를 도는 행성도 한 개 발견되었다.
케플러 우주선의 조사결과에 따르면 쌍성주위 행성 시스템은 상대적으로 흔하다.(2013년 10월 기준으로 케플러는 대략 1000개의 식쌍성에서 7개의 쌍성주위 행성을 발견했음) 한 가지 의문점은, 연구대상 쌍성의 공전주기는 최대 2.7일임에 비해 쌍성주위 행성을 거느린 쌍성의 공전주기는 최소 7.4일 이상이었다. 케플러가 발견한 또다른 놀라운 사실은 이들을 도는 행성은 임계 불안정 반경(이론적인 계산으로 근접쌍성 주변을 도는 행성은 쌍성이 서로 떨어져 있는 거리의 대략 2~3배만큼 항성군으로부터 떨어져 있어야 안정되게 공전을 지속할 수 있음)에 매우 가까이 붙어 돌고 있었다는 것이다.
2014년 통계를 통해 짝별을 연구한 결과 외계 행성 주인별의 절반 정도가 짝별을 100 천문단위 거리 이내에 데리고 있었다. 이는 홑별로 생각했던 외계행성의 주인별 상당수가 사실은 쌍성계였고, 실제로 쌍성 중 어느 별이 행성을 실질적으로 데리고 있는지 불확실함을 의미한다. 따라서 지금까지 발표된 ‘통과행성’ 다수의 매개변수가 매우 부정확할 수 있는데 이는 외계행성의 반지름과 항성으로부터의 거리는 항성의 매개변수로부터 이끌어내는 것이기 때문이다. 스펙클 이미징과 같은 사진촬영이나 아주 가까이 붙은 짝별의 존재를 감지해내는 시선속도 기법으로 짝별의 존재를 배제해야 정확한 외계행성의 존재가 입증될 터인데, 지금까지 발견된 행성 다수는 이런 검증과정을 거치지 않았다. 어느 별이 행성을 거느리는 주인인지 확실히 밝혀지지 않은 쌍성계의 예로 케플러-132와 케플러-296이 있다.

## 산개 성단
별들 대다수는 산개 성단에서 태어나나 산개 성단 내에서 발견된 행성의 수는 매우 적어 ‘산개 성단의 환경은 행성이 태어나는 것을 방해한다’라는 가설이 세워지기도 했다. 그러나 2011년 연구로 산개 성단에 실제로 행성이 태어날 확률이 적은 게 아니라 표본 수가 부족할 뿐이라는 결과가 나왔다. 연구 표본이 적은 이유로 우리 은하 내 산개 성단의 수가 상대적으로 적다는 것을 들었다.
최근 산개 성단에서 가스 행성과 질량 작은 행성이 둘 다 발견되어 은하계 보통 영역과 비교할 때 산개 성단에서 행성이 태어날 빈도는 비슷하다는 가설에 힘을 실어 주었다.
현재 산개 성단 NGC 6811에서 행성을 거느리는 주인으로 인정된 두 항성은 케플러-66과 케플러-67이다.

## 포획 천체
산개성단 내 떠돌이 행성은 항성에 대해 비슷한 속도를 지니고 있어 다시 붙잡힐 수 있다. 이들은 최소 100~ 최대 105 AU 거리를 두고 항성을 공전하게 된다. 성단의 크기가 커질수록 행성이 포획될 확률은 줄어들며, 성단의 크기가 정해져 있다고 가정하면 항성의 질량이 클수록 행성을 붙잡을 확률은 늘어난다. 다만 포획확률은 행성의 질량과는 거의 무관하다. 하나 혹은 여러 개 행성은 기존에 항성을 돌고 있는 행성이나 함께 붙잡힌 다른 행성들과는 다른 공전면을 돌거나 제멋대로인 궤도를 형성할 것이다. 행성과 포획항성 간 중원소함량이 비슷한 것은 행성의 원래 주인과 새 주인이 같은 성단 내에서 태어났기 때문으로 보인다. 행성은 중성자별에 포획되지는 않을 것으로 보이는데 그 이유는 이들 행성은 펄사 킥 때문에 태어날 때 성단에서 쫓겨날 것이기 때문이다. 행성은 다른 떠돌이 행성에 포획될 수도 있다. 이 경우 떠돌이 행성이 쌍성계를 형성하게 될 것이다. 성단이 흩어진 후 포획된 행성 중 일부(공전궤도 반지름이 106 AU보다 큼)는 은하 조석에 의해 천천히 항성의 속박으로부터 탈출할 것이며, 다시금 다른 항성이나 분자 구름과 조우하면서 은하 내를 이동하는 떠돌이 행성이 될 것이다.

## 은하 내의 행성 분포

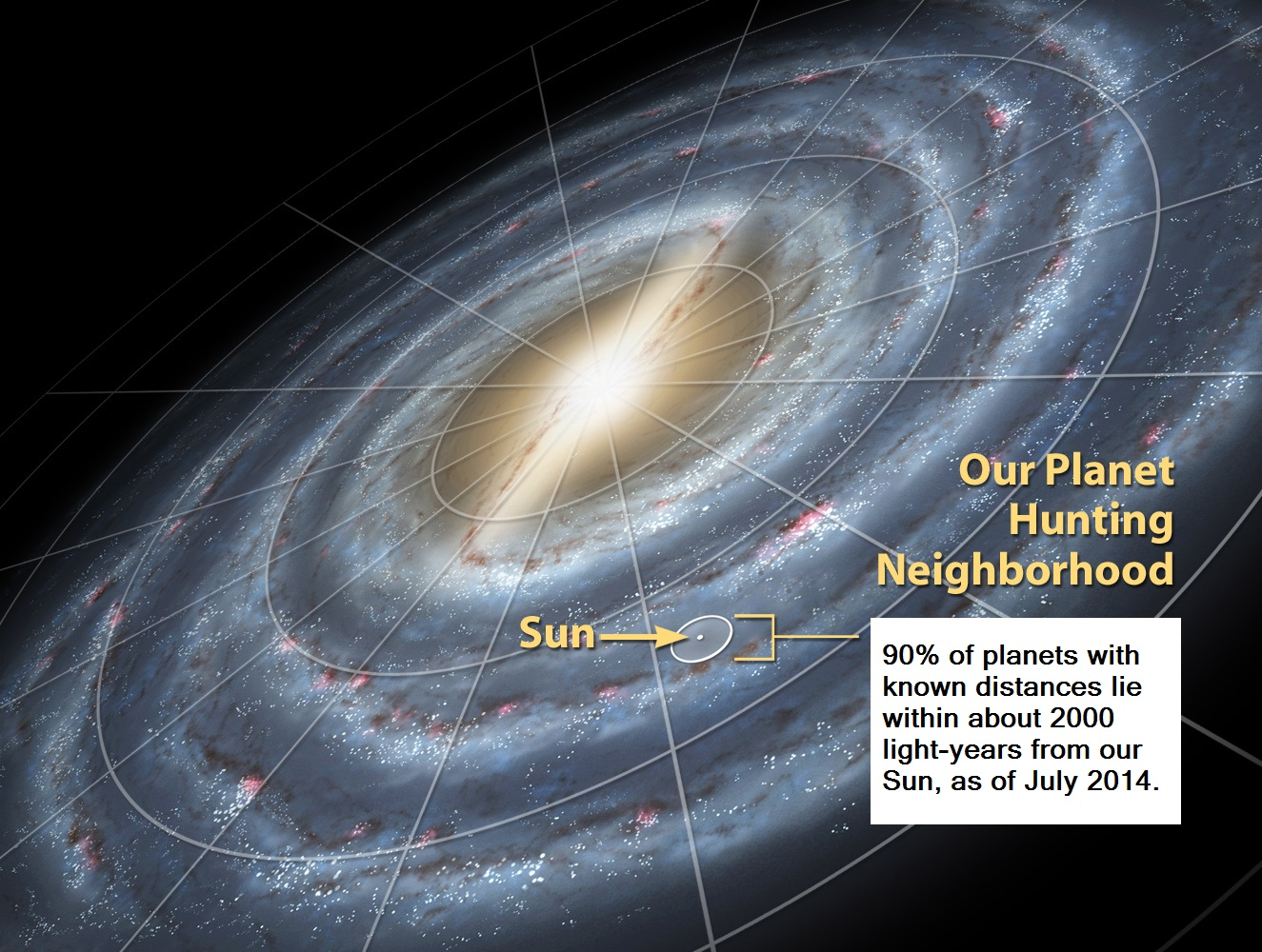
2014년 7월 기준으로 지금 까지 발견된 외계 행성 90%는 2,000 광년 이내에 있는 것들이다.

우리 은하의 지름은 약 87,500 광년이나 2014년 7월 기준으로 지금까지 발견된 외계 행성의 90퍼센트는 2000광년 이내에 있는 것들이다. 보다 멀리 떨어진 행성들을 찾는 방법으로 중력 렌즈법이 있다. WFIRST 우주선은 은하 팽대부와 은하면 내 행성의 상대적 존재 빈도를 비교하기 위해 중력 렌즈를 사용했다. 지금 까지의 연구 결과 행성은 은하 팽대부보다는 은하면에 더 흔한 것으로 나타났다. 중력렌즈 사건이 발생하는 장소의 거리를 측정하는 것은 쉬운 일이 아닌데, 은하팽대부에서 발견되었고 행성임이 유력한 최초 외계 행성은 MOA-2011-BLG-293Lb로 지구로부터의 거리는 약 2만 5,000 광년이다.
항성종족 I 또는 중원소가 풍부한 항성은 별 내부의 무거운 물질 함유량이 매우 높다. 이들 항성의 풍부한 중원소는 과거세대 별보다 행성을 거느릴 확률을 높여주는데 이는 행성은 무거운 물질이 뭉쳐서 태어나는 것이기 때문이다. 태양이 이 항성종족 I의 표본이다. 이들은 우리 은하 나선팔에 흔하다. 보통 아주 젊은 별들(극단적 항성종족 I)은 은하 안쪽에 있고, 우리 태양처럼 중간단계 항성종족 I에 속하는 별은 그보다 은하 외곽에 많다. 항성종족 I 별은 은하핵에 대해 안정적인 타원 궤도를 그리며 낮은 상대 속도를 보인다.
항성종족 II 또는 중원소가 부족한 항성은 무거운 원소가 희박한 별로, 그 함유량이 태양의 수백분의 일(BD +17° 3248) 또는 수천분의 일(스네덴의 별)에 불과하다. 이들은 우주가 태어난 후 얼마 지나지 않아 생겨났다. 중간단계 항성종족 II 별들은 우리 은하 중심부 팽대부에 흔하며, 은하 헤일로에 있는 항성종족 II는 더 늙었고 무거운 원소도 보다 희박하다. 구상성단 역시 항성종족 II가 흔하게 밀집해 있는 장소이다.
2014년 지구에서 가장 가까운(13 광년) 헤일로 별인 카프타인의 별을 도는 행성이 발견되었다. 이 별의 나이는 100억 년으로 행성의 나이 역시 비슷할 것으로 추측된다. 2014년 기준으로 이 별은 지금까지 발견된 외계행성 중 생명체 거주가능 영역 안을 도는 가장 늙은 천체이다. 카프타인의 별의 중원소함량은 태양의 8분의 1 수준이다.
다른 형태의 은하는 각각 다른 형태의 항성 탄생 과정을 겪었으리라 추측되며 행성 탄생과정 역시 서로 다를 것이다. 행성 탄생은 항성종족의 나이, 중원소함량, 은하 내 궤도에 영향을 받으며, 은하의 형태에 따라 과정이 달라진다. 우주에서 서로 다른 모양의 은하가 어떻게 분포되는가는 이들이 은하단 내 어디에 있느냐에 따라 달라진다.

### 내용주
1. ↑  여기서의 ‘유사태양’은 분광형 G형을 뜻한다. 이 수치는 G형 주계열성의 자료를 사용할 수 없어서 K형 주계열성의 자료를 이용하여 유추한 것이다.
2. ↑  여기서의 지구 크기란 지구 반지름의 1~2배 사이를 뜻한다.
3. ↑  여기서의 생명체 거주가능 영역은 지구의 항성 플럭스 0.25~4배 사이를 받는 곳을 말한다. 태양계의 경우 태양으로부터 0.5~2 AU 거리가 이에 해당된다.
4. ↑  대수 계산자 [m/H]를 태양 중원소함유량의 배수로 변환하면 [(10–0.6 ≈ 1/4), (100.5 ≈ 3)]이 된다.
5. ↑  카프타인의 별의 중원소함량은 [Fe/H]= −0.89로 나온다. 이는 태양이 지닌 중원소의 10−0.89 ≈ 1/8 수준이다.

## 같이 보기

### 나이
- 항성의 나이, David R. Soderblom, 2010-05-31
- 성진학적으로 측정한, 케플러가 관측한 유사태양들의 나이-자전-활동 관계, R.A. Garcia et al. 2014-05-27
- 가장 나이 많은 암석행성을 거느린 외계행성계의 정확한 매개변수: Kepler-10에 대한 재논의, Alexandra Fogtmann-Schulz et al. 2013-12-05

### 성진학
- 외계행성 과학에 있어서의 성진학의 중요성, F Borsa, E Poretti - sait.oat.ts.astro.it
- 성진학이 외계행성 분야에서 할 수 있는 일이 무엇인가?: 케플러-410Ab는 밝은 별을 낮은 경사도의 타원 궤도로 도는 작은 해왕성이다, Vincent Van Eylen et al. 2013-12-17
- 맥동과 행성: 성진학과 외계행성의 관계, Sonja Schuh, 2010-05-19

### 항성 활동
- 항성의 활동이 외계행성 크기 측정에 어떻게 영향을 미치는가?, S. Czesla, K. F. Huber, U. Wolter, S. Schröter, J. H. M. M. Schmitt, 2009-06-19
- 뜨거운 목성과 항성의 자기장 활동, A. F. Lanza, 2008-05
- 외계 거대가스 행성과 엑스선 활동, Vinay L. Kashyap, Jeremy J. Drake, Steven H. Saar, 2008-07-21
- ‘뜨거운 목성’의 질량손실-CoRoT 발견의 함의. Part I: 코로나 질량방출로 생기는 이온손실을 막기 위한, 행성의 자기권 보호의 중요성, Khodachenko et al. 2007-04